# Обва
Обва (на руски: Обва) е река в Пермски край на Русия, десен приток на Кама (ляв приток на Волга). Дължина 247 km. Площ на водосборния басейн 6720 km².
Река Обва води началото си от централната, най-висока част на Горнокамското възвишение, на 303 m н.в., на 9 km северозападно от село Самозванка, в най-западната част на Пермски край. Половината от течението ѝ е в югоизточна, а след след село Карагай до устието си – в североизточна посока. В долното течение силно меандрира. Влива се отдясно в река Кама (в Обвинския залив на Камското водохранилище), при нейния 780 km, на 104 m н.в., на 4 km югоизточно от село Кривец, в централната част на Пермски край. Основни притоци: леви – Кизва (52 km), Язва (52 km), Нердва (115 km); десни – Сива (96 km), Буб (54 km), Лисва (77 km). Има смесено подхранване с преобладаване на снежното с ясно изразено пролетно пълноводие в края на април и началото на май. Среден годишен отток 41,7 m³/s. Замръзва в края на октомври или началото на ноември, а се размразява в края на април или началото на май. По течението ѝ са разположени около 30 населени места в т.ч. районният център село Карагай, а на южния бряг та Обвинския залив – районният център село Илински.